# معبد أسكليبيوس (البيضاء)
32°45′39″N 21°42′57″E / 32.76083°N 21.71583°E

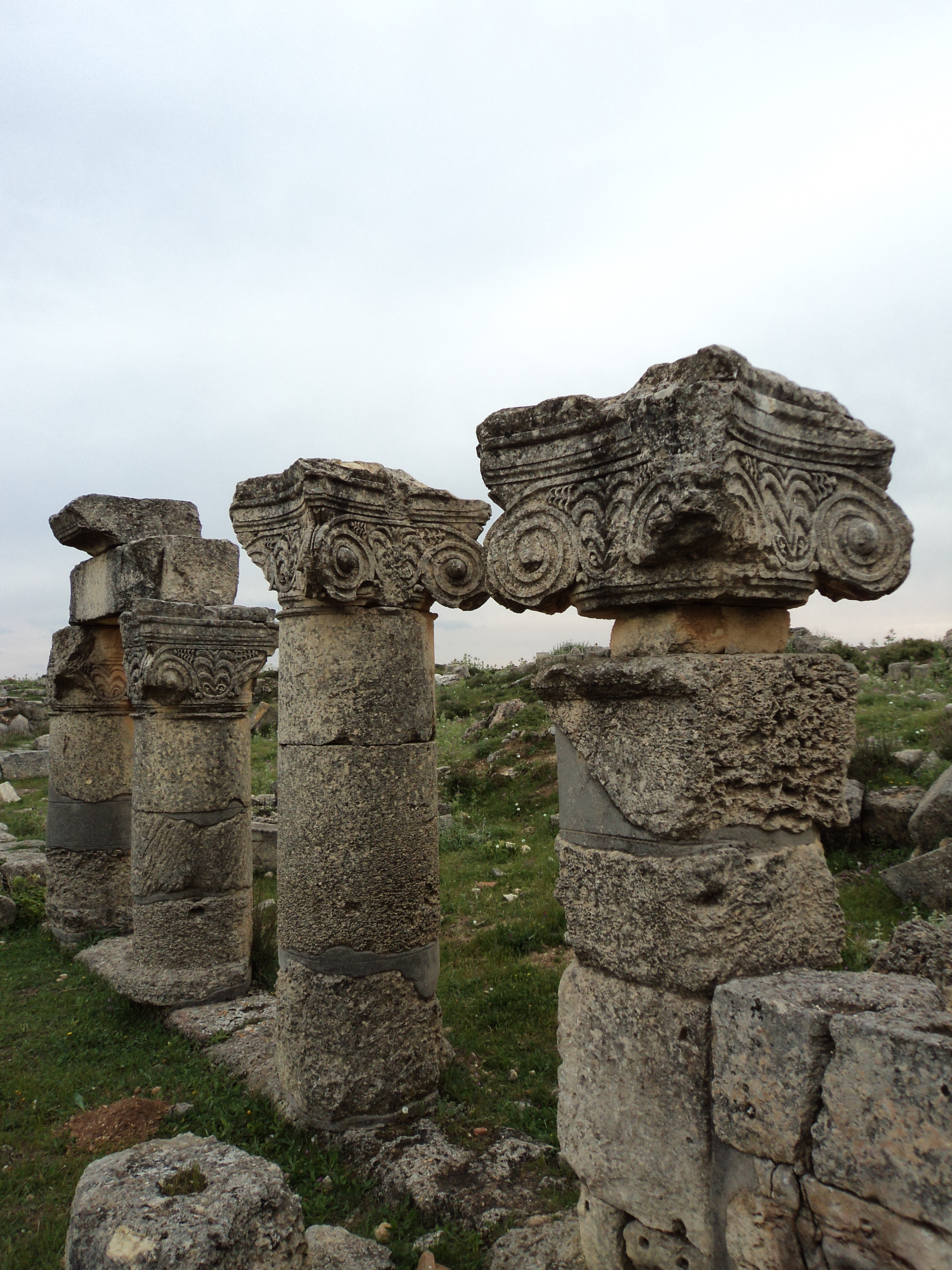
بعض اعمدة معبد اسكليبيوس في البيضاء (أبريل 2011).

معبد أسكليبيوس في بلدة بلاغراي في ليبيا أو معبد أله الشفاء أو معبد أسكليبيوس في البيضاء يعد من المعابد الإغريقية الهامة في للعلاج. وذلك على غرار نظيره في أبيداروس في بلاد اليونان حسب ما يشير إليه باوزانياس (Pausanias) المؤرخ الاغريقى.

## تاريخ
تاريخ تشييد المعبد يعود إلى القرن الخامس قبل الميلاد في الفترات المبكرة من إنشاء قورينا حيث تم تشييده آنذاك بأعمدة على الطراز الحلزوني محاطة بأروقة، ويهيمن على ثلاثة معابد صغيرة وكانت قد خصصت واحدة مركزية إلى الإله أسكليبيوس. تبلغ مساحة المعبد 40 * 35 مترا، وبصفين من الأعمدة الدوركية الكلاسيكية. تم بناؤه للعلاج حيث يمكن للناس الاستماع إلى السفسطائيون أو الحفلات الموسيقية. كانت تعرف في العصور القديمة أن الناس الذين يعانون من الأمراض النفسية يمكن أن تستفيد كثيرا من الاستماع إلى الموسيقى الهادئة ، وأنه من الممكن أن موظفي أسكليبيوس شمل بعض الموسيقيين. ويوجد أيضا غرفة كانت تستخدم للاجتماعات للطاقم الطبي.
ويشتهر انه كان في المعبد العلاج بالنباتات الطبية واشهرها السلفيوم (silphium) والعشبة منتجة محليا واحدا من المصادر الرئيسية للثروة قورينا القريبة من بلاغراي ، وقال بعض المؤرخون انها كانت تستعمل لمنع الحمل، وراي البعض الاخرون انها تستعمل ضد امراض الحلق والسعال.